# Иван Денкоглу (улица в София)
„Иван Денкоглу“ е улица в центъра на София.
Наименувана е на българския просветен деец и предприемач Иван Денкоглу.
Простира се между улица „Цар Самуил“ и площад „Джузепе Гарибалди“, където се пресича с улиците „Граф Игнатиев“ и „Княз Александър I“.

## Обекти
На ул. „Иван Денкоглу“ се намират следните обекти:
Северна страна
- Къща на д-р Лазаров (№ 19)

Построена е за братя Иванови през 1914 година в стил барок по проект на архитекта Кирил Маричков.
- Библиотека към читалище „Иван Денкоглу“ (на ъгъла с ул. „Лавеле“)

Южна страна
- Съюз на глухите в България (№ 12-14)